# 大韓民国大統領選挙
大韓民国大統領選挙（だいかんみんこくだいとうりょうせんきょ）では、第六共和国（現行）体制下の大韓民国において大統領を選出する選挙について記述する。

## 選挙方法
大統領選挙の実施方法は、大韓民国憲法と公職選挙法の規定に基づいている。
大韓民国では政体の変更に伴って大統領の選出方法も変更されており、現行の選出方法は1988年施行の第六共和国憲法に従っている。また、現行の公職選挙法は、1994年にそれまでの「大統領選挙法」、「国会議員選挙法」、「地方議会議員選挙法」及び「地方自治団体長選挙法」を廃止して新設されたものである。

### 投票日と選挙期間
大韓民国大統領の任期は5年であり、重任（再選）はできない。大統領任期満了に伴う大統領選挙は、任期満了70日前から40日前までに行われることが憲法で定められており、公職選挙法により任期満了日の70日前以降最初の水曜日が選挙日と定められている。ただし、当日が国民生活と密接な関連がある民俗節または祝日のとき、あるいはその前後日が祝日の場合はその翌週の水曜となる。
大統領が死亡または弾劾等で空席となる場合はその事由が発生してから60日以内に選挙を行うことが憲法で定められているが、公職選挙法により選挙日は遅くとも選挙の50日前までに大統領または大統領職務権限代行者が公告しなければならない。即ち、大統領空位の事由発生後10日以内に選挙日が公告されることになる。
選挙期間は投票日の23日前から。選挙期間は立候補締め切り日翌日を起算日としているため、即ち投票日の24日前が立候補締め切り日となる。
大統領選挙当日は公休日となる。

### 選挙権
定めのうち年齢については投票日現在で算定する。

#### 選挙権
19歳以上の韓国民であること。但し、次の欠格事由が定められている。
- 禁治産者
- 1年以上の懲役又は禁錮の刑の宣告を受けて、その執行が終了していないか、その執行を受けないことが確定していない者。ただし、その刑の執行猶予を宣告され、猶予期間中の者は除く。
- 選挙犯（公職選挙法または国民投票法（朝鮮語版）違反者）、政治資金法（朝鮮語版）第45条および第49条の罪を犯した者、大統領・国会議員・地方議会議員・地方自治団体の長として、その在任中の職務に関連して、刑法に定める収賄、事前収賄、斡旋収賄の罪を犯した者であって、100万ウォン以上の罰金刑の宣告を受け、その刑が確定した後5年、または刑の執行猶予の宣告を受けてその刑が確定した後10年を経過していないか、懲役刑の宣告を受けてその執行を受けないことが確定した後、またはその刑の執行が終了するか免除された後、10年を経過していない者（刑が赦免された者も含む）
- 裁判所の判決又は他の法律により選挙権が停止されまたは喪失した者

この規定は大統領選挙に限らず公職選挙全てに適用される。

#### 被選挙権
選挙日現在5年以上国内に居住している40歳以上の韓国国民（但し、公務で外国に派遣された期間と国内に住所を置いて一定期間外国に滞在した期間は国内居住期間とみなす）。但し、次の欠格事由が定められている。
- 選挙権を有さない者
- 禁錮以上の刑の宣告を受けて、その刑が執行されていない者
- 裁判所の判決又は他の法律により被選挙権が停止されまたは喪失した者
- 国会法（朝鮮語版）第166条に定める国会会議妨害の罪を犯した者で、次の各号のいずれかに該当する者（刑が失効した者を含む）
  - 500万ウォン以上の罰金刑の宣告を受けて、その刑が確定した後5年が経過していない者
  - 刑の執行猶予の宣告を受けて、その型が確定した後、10年が経過していない者
  - 懲役刑の宣告を受けて、その執行を受けないことに確定した後、またはその刑の執行が終了するか免除された後、10年が経過していない者
- 公職選挙法第47条の2（政党候補者推薦に関連した金品授受）に違反した者として罰金刑の宣告を受けて、その刑が確定した後、10年を経過しない者（刑が失効した者も含む）

### 立候補
政党に属する者は、政党の推薦を受けて立候補することが出来る。この場合、政党ごとに政党の候補者推薦のための党内予備選挙を行うことができ、その規定が公職選挙法で定められている。
無所属で立候補する場合は、5つ以上の市・道で、その市・道の住民登録をしている選挙権者の各700人以上、計3,500人以上6,000人以下の推薦が必要である。
大統領選挙に立候補する者は、中央選挙管理委員会に寄託金として3億ウォンを寄託しなければならない。この寄託金の中から選挙違反にかかる科料、不法施設物に対する代執行費用が差し引かれる。残余の寄託金は選挙後、候補者が当選するか死亡した場合、または有効投票総数の15％以上を得た場合は全額が、有効投票総数の10％以上15％未満を得た場合は半額が返還される。

### 候補者記号
立候補者には1から順に候補者記号が付され、氏名・写真・所属政党などと共にポスターに掲示することとなっているほか、投票用紙の記載順となっている。記号の記載順は次の通りである。
- 国会に議席を有する政党の立候補者は、その国会における議席数順（議席数が同数の場合は直近の国会議員選挙における比例代表区の得票順）
- 国会に議席を有さない政党の立候補者は、政党名のカナダ順（가나다順、ハングル字母順）
- 無所属の立候補者間の抽選

### 投票
投票時間は午前6時から午後6時まで。但し、大統領空位に伴う補欠選挙の場合は午後8時まで。
事前投票は選挙日の5日前から2日間行われる。大統領選挙において事前投票が実施されたのは2017年大韓民国大統領選挙が初めてである。
投票用紙には立候補者記号、所属政党（無所属の場合はその旨）、氏名（ハングルで記載、同音氏名がいる場合は漢字を併記）が記載されており、有権者は投票する候補者の該当欄に「ト」の字に丸様のスタンプで押印する。

### 当選と任期
複数の立候補者がいる場合は、最多得票者が当選者となる。単独での得票が過半数に至らなくても決選投票は行われない。最多得票者が複数のときは、中央選挙管理委員会の通知に従い、国会において在籍議員の過半数が出席した公開の会議で多数の支持を得た者を当選人と決定する。
立候補者が一人の場合は信任投票となり、有権者総数の3分の1の得票で当選となる。
天災地変その他やむを得ない事由により開票をすべて終えなかったとしても、開票を終えていない地域の投票が選挙の結果に影響を与えるおそれがないと認められるときは、中央選挙管理委員会は当選者を決定することができる。
任期満了で選挙を行った場合は、次期大統領の任期は前任者の任期満了日翌日の午前0時から任期が開始する。大統領空位による選挙の場合は、当選が決定した時点で任期が開始する。具体的には、中央選挙管理委員会による当選者決定の審議が行われ、中央選挙管理委員会委員長が「当選者決定」を宣言し、小槌を叩いた瞬間が任期の開始とされている。

## 大統領選挙におけるメディア規制

### 選挙管理委員会主催の公開討論会
報道機関が実施する公開討論会の他、中央選挙管理委員会に設置する中央選挙放送討論委員会はその主催で討論会を実施しなければならない。対象者は国会議員が5人以上所属する政党推薦の候補者、直近の選挙において全国有効投票総数の100分の3以上を得票した政党推薦の候補者、中央選挙管理委員会が定める報道機関が選挙期間開始日前30日から選挙期間開始日の前日までの間に実施した世論調査の結果を平均した支持率が100分の5以上の候補者で、討論会は大統領選挙では3回実施され、招待を受けた候補者は正当な事由がない限りその討論会に出席しなければならない。

### インターネット監視
インターネットメディアは選挙運動期間中、ホームページの掲示板やチャットルームなどで政党や候補者への支持・反対の意思表示を表明できるようにする場合は、表明者の実名の確認を受けられる技術的措置を講じなければならない。
候補者に対して、その近親者のプライバシーも含め誹謗行為を禁止されている。これら行為がインターネット上で行われていないか監視する組織が選挙管理委員会に設置されており、Twitterを初めとしたSNSを常時監視している。

### 世論調査規制
韓国では世論調査の影響は強く、政党は世論調査の結果で公認候補を決めると言われており、世論調査およびその公表に規制がある。
政党や報道機関等を除き、選挙期間にかかわらず世論調査を行おうとする者は調査開始2日前までに、世論調査の目的、アンケート内容などを中央選挙管理委員会傘下の選挙世論調査審議委員会に書面で届け出無ければならない。これに抵触するため、例えばアンケートで1問だけ「支持政党は?」と聞くだけでも、「選挙に関する世論調査」と無届調査と見做され摘発された事例もあるという。
選挙日60日前から選挙日まで、投票用紙を模した世論調査を行ったり、候補者や政党の名の下の世論調査は禁止される。
そして選挙日6日前から投票締め切り時刻までは世論調査の結果の公表は禁止される。但し調査自体は禁止されておらず、投票締め切り時刻と同時に出口調査を元にした当選者予測が各メディアによって行われている。

### 効力の限界
これら公職選挙法の規定は韓国国内法であるので、国外には当然に効力を及ぼさないことに留意が必要である。
2017年大韓民国大統領選挙において、ある候補者の陣営が対立候補の候補者記号に北朝鮮の国旗を併記した広報物を頒布し、彼らが北朝鮮シンパであるとのレッテル貼りを試みた事案があり、これを選挙管理委員会が違法と判断した事例があった。このような画像を含んだツイートをTwitterで発信した際にはSNSを監視する選挙管理委員会によって警告ツイートが発出されることが多い。しかしTwitterのユーザー属性に国籍は明らかではなく、国外からのツイートに対しても無分別に警告ツイートが発出されることになる。国外ユーザーに対して韓国国内法の効力は及ばないので、国外ユーザーは韓国の公職選挙法に基づく選挙管理委員会からのこれら警告ツイートに殊更反応する必要は無い（名誉毀損に係る民事上の係争はその限りでは無い）。

## 歴代大統領選挙の一覧
| 回           | 投票年月日     | 当選者                       | 次点                     |
| ------------ | -------------- | ---------------------------- | ------------------------ |
| 初代         | 1948年7月20日  | 李承晩（大韓独立促成国民会） | 金九 （韓国独立党）      |
| 第2代        | 1952年8月5日   | 李承晩（自由党）             | 曺奉岩（無所属）         |
| 第3代        | 1956年5月15日  | 李承晩（自由党）             | 曺奉岩（無所属）         |
| 第4代 (無効) | 1960年3月15日  | 李承晩（自由党）             | （対立候補なし）         |
| 第4代        | 1960年8月12日  | 尹潽善（民主党）             | 金昌淑（無所属）         |
| 第5代        | 1963年10月15日 | 朴正煕（民主共和党）         | 尹潽善（民政党）         |
| 第6代        | 1967年5月3日   | 朴正煕（民主共和党）         | 尹潽善（新民党）         |
| 第7代        | 1971年4月27日  | 朴正煕（民主共和党）         | 金大中（新民党）         |
| 第8代        | 1972年12月23日 | 朴正煕（民主共和党）         | （対立候補なし）         |
| 第9代        | 1978年7月6日   | 朴正煕（民主共和党）         | （対立候補なし）         |
| 第10代       | 1979年12月6日  | 崔圭夏（無所属）             | （対立候補なし）         |
| 第11代       | 1980年8月27日  | 全斗煥（無所属）             | （対立候補なし）         |
| 第12代       | 1981年2月25日  | 全斗煥（民主正義党）         | 柳致松（民主韓国党）     |
| 第13代       | 1987年12月16日 | 盧泰愚（民主正義党）         | 金泳三（統一民主党）     |
| 第14代       | 1992年12月18日 | 金泳三（民主自由党）         | 金大中（民主党）         |
| 第15代       | 1997年12月18日 | 金大中（新政治国民会議）     | 李会昌（ハンナラ党）     |
| 第16代       | 2002年12月19日 | 盧武鉉（新千年民主党）       | 李会昌（ハンナラ党）     |
| 第17代       | 2007年12月19日 | 李明博 （ハンナラ党）        | 鄭東泳（大統合民主新党） |
| 第18代       | 2012年12月19日 | 朴槿恵（セヌリ党）           | 文在寅（民主統合党）     |
| 第19代       | 2017年5月9日   | 文在寅（共に民主党）         | 洪準杓（自由韓国党）     |
| 第20代       | 2022年3月9日   | 尹錫悦（国民の力）           | 李在明（共に民主党）     |
| 第21代       | 2025年6月3日   | 李在明（共に民主党）         | 金文洙（国民の力）       |